# Ada Cambridge
Ada Cambridge, conosciuta anche come Ada Cross (Wiggenhall St. Germans, 21 novembre 1844 – Melbourne, 19 luglio 1926), è stata una scrittrice e poetessa britannica.
Nata a Saint Germains (nella contea di Norfolk, in Inghilterra) nel 1844, si trasferì in Australia nel 1870, dopo il matrimonio con il reverendo George Frederick Cross, seguendolo nei suoi numerosi spostamenti per il paese, fino a stabilirsi a Williamstown, vicino a Melbourne, nel 1909.
Dopo la morte del marito (1912) la Cross tornò per qualche anno in Inghilterra, per poi far ritorno definitivamente in Australia, dove rimase fino alla morte nel '26.
Romanziera prolifica, il suo primo lavoro (Up the Murray) è del 1875: è autrice anche di raccolte di poesie. 
Tra i suoi scritti si segnalano, anche per l'importanza come documenti del tempo, i lavori autobiografici Thirthy Years in Australia (1903) e The Retrospect (1912).
A Williamstown dal 2004 si tiene un festival letterario a lei dedicato, The Ada Cambridge Prize .

## Opere

### Romanzi
- Up the Murray (1875)
- My Guardian (1877),
- In Two Years' Time (1879)
- A Mere Chance (1882)
- A Marked Man (1891)
- The Three Miss Kings (1891)
- Not All in Vain (1892)
- A Little Minx (1893)
- A Marriage Ceremony (1894)
- Fidelis (1895)
- A Humble Enterprise (1896)
- At Midnight (1897)
- Materfamilias (1898)
- Path and Goal (1900)
- The Devastators (1901)
- Sisters (1904)
- A Platonic Friendship (1905)
- A Happy Marriage (1906)
- The Eternal Feminine (1907)
- The Making of Rachel Rowe (1914)

### Poesie
- Hymns on the Litany (1865)
- Hymns on the Holy Communion (1866),
- The Manor House and other Poems (1875)
- Unspoken Thoughts (1887) - pubblicato anonimo
- The Hand in the Dark and other Poems (1913) - raccolta